# Manglerud Ishall
Manglerudhallen eller Manglerud Ishall  är en ishall och konstgräsplan i  Oslo i Norge. Den invigdes 1979 och tar 2 000 åskådare. Här spelar ishockeylaget  Manglerud Star sina hemmamatcher.